# Strychnos camptoneura
Strychnos camptoneura är en tvåhjärtbladig växtart som beskrevs av Ernest Friedrich Gilg och Busse. Strychnos camptoneura ingår i släktet Strychnos och familjen Loganiaceae. Inga underarter finns listade i Catalogue of Life.